# Aldo Fabrizi
Aldo Fabrizi (Roma, 1 de novembre de 1905 - ibídem, 2 d'abril de 1990) va ser un actor, guionista i director de cinema Italià. Juntament amb Alberto Sordi i Anna Magnani és una personalitat essencial per sobre la representació de la romanità al cinema.

## Biografia

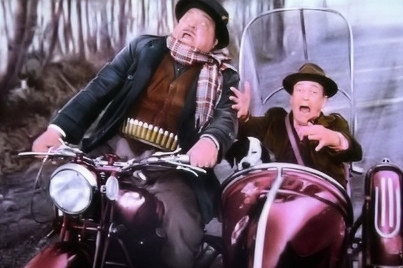
Aldo Fabrizi amb Totò.

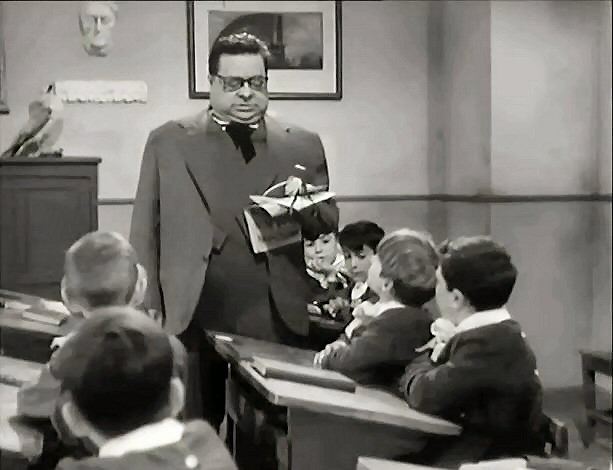
Aldo Fabrizi a la pel·lícula Il maestro (1957).

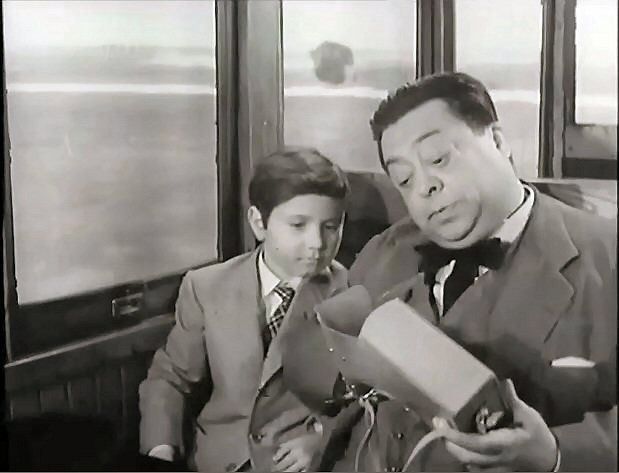
Aldo Fabrizi a la pel·lícula Il maestro (1957).

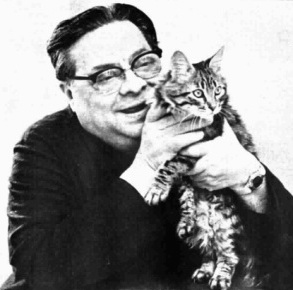
Aldo Fabrizi amb el seu gat.

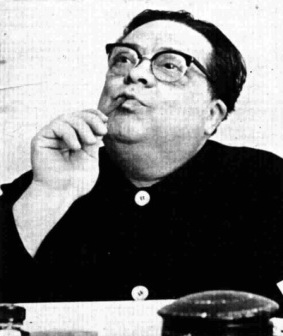
Aldo Fabrizi.

Procedia d'una família modesta. La seva mare tenia un lloc de verdures en Camp dei Fiori. Als onze anys, es va quedar orfe de pare quan va morir en un greu accident. Obligat a abandonar els estudis per a contribuir al sosteniment de la nombrosa família, que comprenia també cinc germanes, una de les quals Elena Fabrizi (1915-1993) també va ser actriu. El 1928 va editar un llibre de poesies en dialecte romanesc, Lucciche ar sole, i col·laborà al diari dialectal Rugantino. El 1931 treballà com maquetista al teatre i el 1937 va compartir companyia amb el jove Alberto Sordi.
Va debutar en el cinema el 1942 a Avanti c'è posto... de Mario Bonnard, i també es va dedicar al doblatge. Durant els anys 1950 i 1960 va fer pel·lícules còmiques amb Totò i Peppino De Filippo, encara que també va fer algun drama. En la dècada del 190 també es va dedicar al teatre i va participar en algunes sèries de televisió.

## Filmografia
- Avanti, c'è posto... de Mario Bonnard (també guionista) (1942).
- Campo de' fiori de Mario Bonnard (també guionista) (1943).
- L'ultima carrozzella de Mario Mattoli (també guionista) (1943).
- Circo equestre Za-Bum (episodi Dalla finestra i Il postino) de Mario Mattoli (1944).
- Roma, ciudad abierta de Roberto Rossellini (1945).
- Mio figlio professore de Renato Castellani (també guionista) (1946).
- Vivere in pace de Luigi Zampa (també guionista) (1946).
- Il delitto di Giovanni Episcopo de Alberto Lattuada (també guionista) (1947).
- Natale al campo 119 de Pietro Francisci (també guionista) (1947).
- Tombolo, paradiso nero de Giorgio Ferroni (1947).
- Emigrantes de Aldo Fabrizi (1948).
- Antonio di Padova de Pietro Francisci (1949).
- Benvenuto, reverendo! de Aldo Fabrizi (1949).
- Vita da cani de Stefano Vanzina i Mario Monicelli (també guionista) (1950).
- Prima comunione de Alessandro Blasetti (1950).
- Tre passi a Nord (Three steps North) de William Lee Wilder (1950).
- Francesco, giullare di Dio de Roberto Rossellini (1950).
- Parigi è sempre Parigi de Luciano Emmer (1951).
- Signori, in carrozza! de Luigi Zampa (1951).
- La famiglia Passaguai de Aldo Fabrizi (1951).
- Guardias y ladrones de Steno & Mario Monicelli (també guionista) (1951).
- Cameriera bella presenza offresi... de Giorgio Pàstina (1951).
- Fiorenzo il terzo uomo de Stefano Canzio (cameo) (1951).
- Altri tempi (episodi Il carrettino dei libri vecchi) de Alessandro Blasetti (1952).
- La famiglia Passaguai fa fortuna de Aldo Fabrizi (1952).
- Cinque poveri in automobile de Mario Mattoli (també guionista) (1952).
- Papà diventa mamma de Aldo Fabrizi (1952).
- La voce del silenzio de Georg Wilhelm Pabst (1952).
- Una di quelle de Aldo Fabrizi (1953).
- L'età dell'amore de Lionello De Felice (1953).
- Siamo tutti inquilini de Mario Mattoli (1953).
- Cose da pazzi de Georg Wilhelm Pabst (1953).
- Cento anni d'amore (episodi Garibaldina) de Lionello De Felice (1953).
- Questa è la vita (episodi Marsina stretta) de Aldo Fabrizi (1954).
- Cafè Chantant de Camillo Mastrocinque (1954).
- Hanno rubato un tram de Aldo Fabrizi (1954).
- Accadde al penitenziario de Giorgio Bianchi (1955).
- Carosello di varietà de Aldo Quinti & Aldo Bonaldi (1955).
- Io piaccio de Giorgio Bianchi (1955).
- I due compari de Carlo Borghesio (també guionista) (1955).
- Donatella de Mario Monicelli (1956).
- I pappagalli de Bruno Paolinelli (1956).
- Un po' di cielo de Giorgio Moser (1956).
- Guardia, guardia scelta, brigadiere e maresciallo de Mauro Bolognini (1956).
- Festa di maggio (Premier mai) de Luis Saslavsky (1957).
- El maestro d'Aldo Fabrizi (1957).
- I prepotenti di Mario Amendola (també guionista) (1958).
- Prepotenti più di prima de Mario Mattoli (també guionista) (1959).
- Ferdinando I re di Napoli de Gianni Franciolini (1959).
- I tartassati de Stefano Vanzina (també guionista) (1959).
- Un militare e mezzo de Steno (també guionista) (1959).
- La sposa bella (The angel wore red) de Nunnally Johnson (1960).
- Totò, Fabrizi e i giovani d'oggi de Mario Mattoli (1960).
- Fra' Manisco cerca guai d'Armando William Tamburella (1960).
- Gerarchi si muore de Giorgio Simonelli (1961).
- Le meraviglie di Aladino de Mario Bava (1961).
- Twist, lolite e vitelloni de Marino Girolami (1962).
- I quattro monaci de Carlo Ludovico Bragaglia (1962).
- Gli italiani e le donne (episodi Chi la fa, l'aspetti) de Marino Girolami (1962).
- Il giorno più corto de Sergio Corbucci (cameo) (1963).
- Totò contro i quattro de Steno (1963).
- I quattro moschettieri de Carlo Ludovico Bragaglia (1963).
- I quattro tassisti (episodi L'uomo in bleu) de Giorgio Bianchi (1963).
- Das feuerschiff de Ladislao Vajda (a Alemanya) (1963).
- Made in Italy de Nanni Loy (1965).
- Sette monaci d'oro de Marino Girolami (1966).
- Tre morsi nella mela (Three bites of the apple) de Alvin Ganzer (1967).
- Cose di Cosa Nostra de Stefano Vanzina (també guionista) (1970).
- La Tosca de Luigi Magni (1973).
- C'eravamo tanto amati d'Ettore Scola (1974).
- I baroni de Giampaolo Lomi (1975).
- Nerone de Mario Castellacci i Pier Francesco Pingitore (1977).
- Il ginecologo della mutua d'Aristide Massaccesi (1977).
- Giovanni Senzapensieri de Marco Colli (1985)

## Premis i reconeixements
- 8a Mostra Internacional de Cinema de Venècia (1947) - premi pels mèrits artístics especials per Il delitto di Giovanni Episcopo
- Medalles del Cercle d'Escriptors Cinematogràfics de 1957 - Premi especial a actor estranger en pel·lícula espanyola per El maestro.[3]
- David di Donatello (1988) a la carrera
- Nastro d'Argento (1951) al millor actor per Prima comunione
- Nastro d'Argento (1975) al millor actor no protagonista per C'eravamo tanto amati